# Head crash

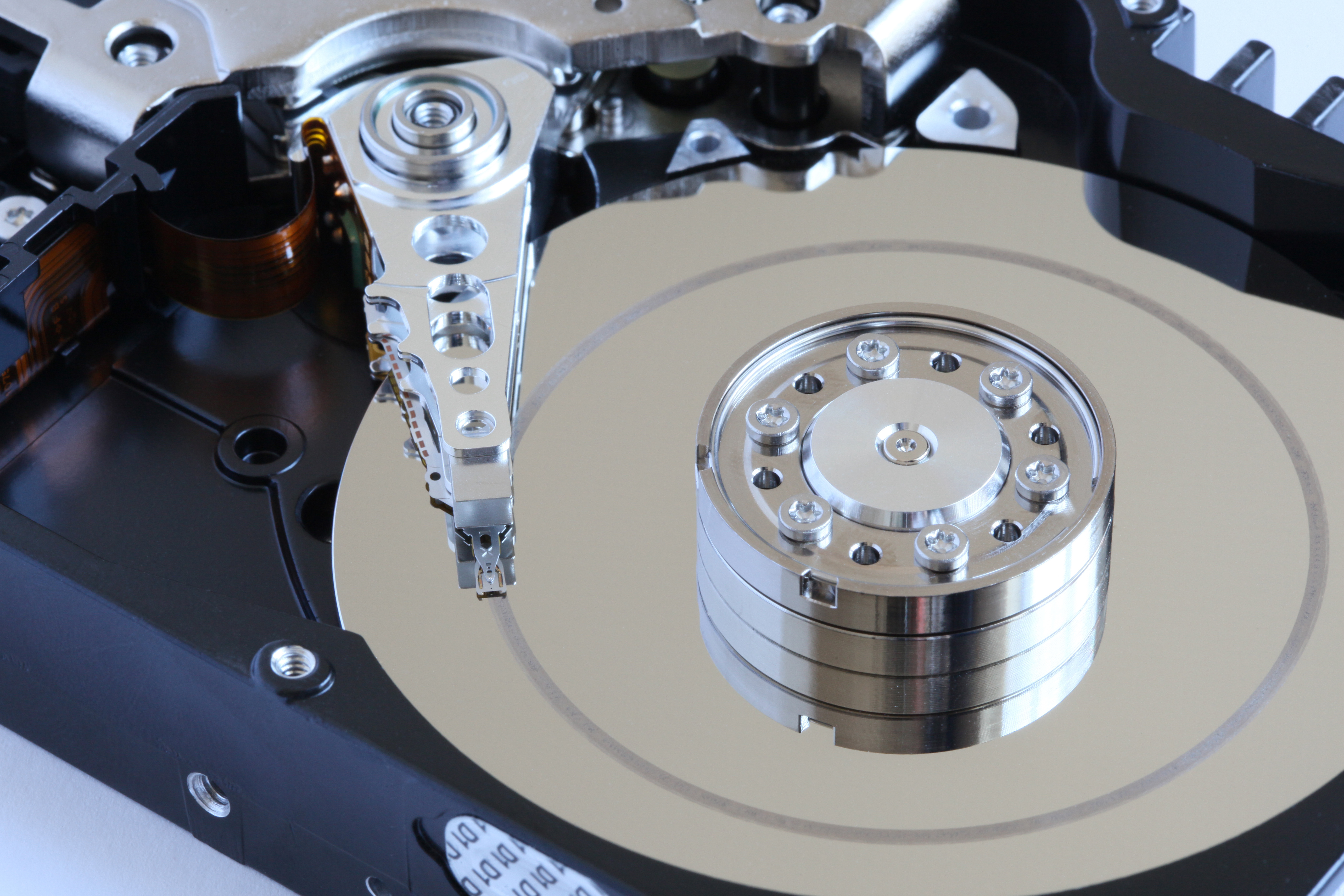
Een head crash bij een modern harde schijf. Kenmerkend is het cirkelpatroon op de schijf.

Een head crash is een beschadiging aan een harde schijf, die optreedt indien de magneetkop in aanraking komt met de roterende schijf, wat vaak resulteert in permanente en onherstelbare schade aan het oppervlak van de schijf.
De bovenste laag van de schijf is gemaakt van een teflonachtig materiaal. Daaronder bevindt zich een laag van gesputterde koolstof. Deze twee lagen beschermen de magnetische laag waarop de data staat tegen de meeste momenten waarop de magneetkop en de schijf tijdelijk in aanraking met elkaar komen.
Een magneetkop wordt meestal door een dun laagje lucht weggehouden van het oppervlak van de schijf. De magneetkop is echter gemaakt van materialen die hard genoeg zijn om door de beschermende laag van de schijf heen te krassen indien deze er hard genoeg langs wordt gedrukt. Een head crash kan plaatsvinden indien de magneetkop zodanig in contact komt met de schijf, dat de beschermende laag en de magnetische laag worden weggekrast. Doordat de meeste harde schijven ronddraaien met een snelheid van 5400 tot 15,000 omwentelingen per minuut, is de schade vaak aanzienlijk.
Wordt een harde schijf uitgeschakeld, dan zullen de koppen op het schijfoppervlak dalen. Om een head crash te voorkomen, gaan de koppen op dat moment, nog voordat de draaiende schijf stilstaat, naar het midden van de schijf, 